# Demis Hassabis
Sir Demis Hassabis (n. 27 iulie 1976, Londra, Anglia, Regatul Unit) este un informatician britanic și cercetător în domeniul inteligenței artificiale. Anterior, el a fost programator de IA, proiectant de jocuri video și un jucător experimentat de jocuri de masă. Este director general și cofondator al companiilor DeepMind și Isomorphic Labs și consultant al guvernului britanic în domeniul inteligenței artificiale.
În 2024 a fost distins cu Premiul Nobel pentru Chimie, împreună cu John M. Jumper („pentru prezicerea structurii proteinelor”) și David Baker („pentru proiectarea computațională a proteinelor”).